# Kraftwerk
Kraftwerk (njem. "elektrana") je njemački glazbeni synth pop/electro sastav. Kraftwerk mnogi smatraju pionirima elektroničke glazbe, točnije techno glazbe. Sastav se polagano počeo raspadati 2008. godine, kada je jedan od dva glavna vokalista Florian Schneider napustio sastav, no sastav je ipak opstao, dok je Ralf Hütter, glavni vokalist, jedini prvobitni član sastava od samog osnutka. 
Sastav su osnovali Florian Schneider i Ralf Hütter 1970. godine. Kasnije je sastav proširen na četiri člana, koliko ih ima i danas. Trenutačni članovi sastava je osnivač Hütter te Fritz Hilpert, Henning Schmitz i Falk Grieffenhagen.

## Diskografija

### Albumi
- 1970: Kraftwerk
- 1971: Kraftwerk 2
- 1973: Ralf und Florian
- 1974: Autobahn
- 1975: Radio-Activity (njemački naziv: Radio-Aktivität)
- 1977: Trans-Europe Express (njemački naziv: Trans-Europa Express)
- 1978: The Man-Machine (njemački naziv: Die Mensch-Maschine)
- 1981: Computer World (njemački naziv: Computerwelt)
- 1983: Tour De France (maxi singl)
- 1986: Electric Café
- 1991: The Mix (kompilacija)
- 1999: Expo 2000 (maxi singl)
- 2003: Tour de France Soundtracks
- 2005: Minimum-Maximum (uživo)

## Vanjske poveznice
- Službena stranica
- Brazilska stranica (na engleskom) o sastavu Kraftwerk  Arhivirana inačica izvorne stranice od 7. siječnja 2009. (Wayback Machine)
- Biografija (Muzika.hr)  Arhivirana inačica izvorne stranice od 11. prosinca 2011. (Wayback Machine)